# Marius Frattini
Pour les articles homonymes, voir Frattini.
Pas d'image ? Cliquez ici

a Compétitions nationales et continentales officielles uniquement.

b Matchs officiels uniquement.
Marius Frattini, né le 3 mai 1941 à Entraigues-sur-la-Sorgue et mort le 4 décembre 2023 à Avignon, est un joueur international français de rugby à XIII évoluant au poste de demi de mêlée dans les années 1960 à 1970, devenu par la suite entraîneur de rugby.
Marius Frattini découvre et intègre très jeune le club de rugby à XIII du S.O. Avignon. Avec celui-ci, il remplace au poste de demi de mêlée René Jean, et dispute notamment une demi finale de Coupe de France en 1963, et y côtoyant de 1962 à 1967 Célestin Ayme et André Ferren. Il rejoint en 1967 le S.U. Cavaillon jusqu'en 1974, disputant notamment une demi-finale de Championnat de France en 1969 et de Coupe de France en 1972, avec Serge Pialat et Yves Chabert. Enfin, il joue ensuite pour l'U.S. Entraigues.
Ses performances remarquées en club l'amènent à être sélectionné en équipe de France entre 1965 et 1973 au poste de demi de mêlée. Il dispute notamment la Coupe du monde en 1968 lors de laquelle la sélection française atteint la finale perdue 20-2 contre l'Australie aux côtés de Jean Capdouze et Georges Aillères sous la houlette de Jep Lacoste, et également l'édition de 1972. Sélectionné à six reprises, il a connu des victoires de prestige face à la Nouvelle-Zélande.
Devenu entraîneur, il prend en main successivement les clubs du S.U. Cavaillon, de l'U.S. Entraigues, de l'U.S. Le Pontet et du R.C. Carpentras. Avec l'U.S. Le Pontet, il domine le Championnat de France dans les années 1980 en remportant le titre en 1986 et 1988, ainsi que la Coupe de France en 1986 et 1988 en comptant sur des joueurs tels Marc Palanques, Marcel Criotier, Christian Maccali, Thierry Bernabé, Serge Titeux et José Giné.

## Biographie
Demi de mêlée de l'équipe d'Avignon dans les années 1960, Marius Frattini est également sélectionné en équipe de France entre 1965 et 1973, à six reprises affrontant - entre autres - la Nouvelle-Zélande, l'Australie et la Grande-Bretagne, au cours de deux éditions de la Coupe du Monde en 1968 et 1972. Il est de « petite taille » mais « grand par le talent ».
Il fait ses débuts contre la Nouvelle-Zélande le 28 novembre 1965 avec une victoire à la clé 6-3 pour la France, où Frattini se révèle et fait d'excellents débuts internationaux au poste de demi de mêlée associé à Roger Garnung qui glisse à l'ouverture, ce dernier est l'auteur de tous les points de l'équipe de France. Il côtoie à cette occasion Jean-Pierre Clar, Henri Marracq et Marcel Bescos.

### 1968: finaliste de la Coupe du monde
En mai-juin 1968, l’Australie et la Nouvelle-Zélande organisent la quatrième édition de la Coupe du monde de rugby à XIII, compétition créée en 1954 sous l'impulsion de l'ancien président de la fédération française Paul Barrière en invitant les trois autres nations majeures de rugby à XIII : l'Australie, la Grande-Bretagne et la Nouvelle-Zélande. Ce concept est maintenu depuis à intervalle irrégulier avec ces quatre mêmes nations. Dans cette sélection française entraînée par Jep Lacoste, Marius Frattini est intégré par le sélectionneur Antoine Jimenez au poste de demi de mêlée pour suppléer Roger Garrigue et où il s'y trouve l'unique cavaillonnais,.
Marius Frattini ne prend pas part au match d'ouverture de la Coupe du monde contre la Nouvelle-Zélande le 25 mai 1968 au Carlaw Park en banlieue d'Auckland devant près de 18 000 spectateurs. L'adversaire néo-zélandais perd dès la 12e minute leur joueur Brian Lee, expulsé définitivement pour une manchette sur A. Ferren, et dut évoluer en infériorité numérique toute la rencontre. Le demi français Jean Capdouze livre alors un duel de buteurs contre son homologue Ernie Wiggs avant de marquer un essai à la suite d'une relance de Jean-Claude Cros et d'une percée de Jean-Pierre Lecompte épaulé par Michel Molinier pour emmener J. Capdouze à marquer entre les poteaux. Dès lors, malgré une supériorité en mêlée fermée des Néo-Zélandais, la France conserve son avance jusqu'à la fin du match pour s'imposer 15-10.
Cette seconde rencontre face à la Grande-Bretagne s'avère être décisive pour une place en finale à la suite de la défaite de cette dernière face au grand favori australien. Programmée en Nouvelle-Zélande, les deux équipes s'affrontent le 1er juin 1968 au Carlaw Park devant près de 15 000 spectateurs, mais de nouveau M. Frattini reste en tribune laissant place au titulaire R. Garrigue. Un temps pluvieux sévit sur la pelouse qui rend impossible la tenue d'un jeu ordonné. Devant cette difficulté, les Britanniques mènent 2-0 à la mi-temps sur une pénalité de Bev Risman. Mais la seconde mi-temps tourne à l'avantage des Français forts d'un pack d'avants dominant et du jeu au pied de Jean Capdouze, Roger Garrigue et Jean-Pierre Clar, ils parviennent à s'imposer sur un essai de Jean-René Ledru pour porter le score final à 7-2. La France se qualifie pour la finale pour la seconde fois de son histoire après l'édition de 1954.
Effectif de l'équipe de France :
Pour la troisième rencontre de poule, la France va sur les terres australiennes après deux rencontres en Nouvelle-Zélande, celle-ci oppose les deux équipes qualifiées pour la finale le 8 juin 1968, la France et l'Australie. Afin de mieux préparer la finale qui se déroule deux jours après cette rencontre joué au Lang Park de Brisbane, les deux équipes font tourner leurs effectifs, c'est ainsi que M. Frattini au poste de demi de mêlée dispute sa première rencontre de Coupe du monde en compagnie de l'ouvreur Jean Capdouze à la charnière. Ce match s'achève sur un score sévère pour la France qui est nettement battue 37-4 et amène l'Australie à se poser comme le grand favori de la finale,.
M. Frattini n'est pas dans le treize titulaire pour cette finale, dont le poste de demi de mêlée est repris par R. Garrigue, qui se déroule le 10 juin 1968 au Sydney Cricket Ground devant près de 54 000 spectateurs. Dans un stade acquis à sa cause, l'Australie, dirigée par la charnière Billy Smith et Bob Fulton, réalise une haute performance en dominant l'équipe de France grâce à un jeu varié, dynamique et une domination territoriale. Les Français subissent le jeu australien malgré la vaillance de sa défense. Battus 20-2, M. Frattini et la France terminent ainsi vice-champions du monde et espère entrevoir par cet exploit la volonté d'un renouveau du rugby à XIII dans son pays.

### Après 1968
Quatre ans plus tard, Frattini est de nouveau appelé en équipe de France pour disputer la Coupe du Monde 1972. Associé à Bernard Guilhem en charnière en ouverture de la Coupe du monde, il prend une part active le succès contre la Nouvelle-Zélande 20-9 en inscrivant un drop. Ce match s'est disputé devant plus de 20 000 spectateurs au Stade Vélodrome de Marseille. Il ne dispute pas la seconde rencontre perdue contre la Grande-Bretagne où Jean-Marie Imbert lui fut préféré. La France affronte ainsi en match décisif pour la qualification en finale l'Australie, où Frattini est rappelé. Las, la France est de nouveau battue 31-9 et voit disparaître l'opportunité de disputer une finale sur son sol.
Frattini connaît une sixième et ultime sélection en décembre 1973 lors de la tournée de l'équipe d'Australie en Europe, rencontre perdue sur le score de 21-9. Remplaçant, il entre sur le terrain à la suite du claquage de de Matos et remplace Garrigue parti à l'arrière au poste de demi de mêlée.
Devenu entraîneur, il prend part dans les années 1980 aux succès du club du Pontet qui atteint à cinq reprises consécutives la finale du Championnat de France pour deux titres en 1986 et 1988, et remporte également deux titres de Coupe de France en 1986 et 1988.
Marius Frattini meurt à Avignon le 4 décembre 2023 à l'âge de 82 ans,.

## Palmarès

### En tant que joueur
- Collectif : 
  - Finaliste de la Coupe du monde : 1968 (France).

#### Coupe du monde
| Édition        | Rang      | Résultats France | Résultats Frattini | Matchs Frattini |
| -------------- | --------- | ---------------- | ------------------ | --------------- |
| Australie 1968 | Finaliste | 2 v, 0 n, 2 d    | 0 v, 0 n, 1 d      | 1/4             |
| France 1972    | Troisième | 1 v, 0 n, 2 d    | 1 v, 0 n, 1 d      | 2/3             |

Légende : v = victoire ; n = match nul ; d = défaite.

#### Détails en sélection
| 1. | 28 novembre 1965  | Nlle-Zélande    | 6-3   | Test match     | Demi de mêlée | 0 | 0 | 0 | 0 |
| 2. | 1er juin 1968     | Australie       | 4-37  | Coupe du monde | Demi de mêlée | 0 | 0 | 0 | 0 |
| 3. | 30 novembre 1968  | Grande-Bretagne | 10-34 | Test match     | Demi de mêlée | 0 | 0 | 0 | 0 |
| 4. | 28 octobre 1972   | Nlle-Zélande    | 20-9  | Coupe du monde | Demi de mêlée | 1 | 0 | 0 | 1 |
| 5. | 1er novembre 1972 | Australie       | 9-31  | Coupe du monde | Demi de mêlée | 0 | 0 | 0 | 0 |
| 6. | 9 décembre 1973   | Australie       | 9-21  | Test match     | Remplaçant    | 0 | 0 | 0 | 0 |

#### Détails en club
| Saison    | Saison       | Championnat           | Championnat | Coupe           | Coupe      | Sélection | Sélection | Sélection | Sélection | Sélection | Sélection | Sélection |
| Saison    | Saison       | Comp.                 | Class.      | Comp.           | Class.     | Comp.     | M         | Pts       | Ess.      | Buts      | Dp.       |           |
| --------- | ------------ | --------------------- | ----------- | --------------- | ---------- | --------- | --------- | --------- | --------- | --------- | --------- | --------- |
| 1959-1960 | SO Avignon   | Championnat de France | 7e          | Coupe de France | 1/8 finale |           |           |           |           |           |           |           |
| 1960-1961 | SO Avignon   | Championnat de France | 1/4 finale  | Coupe de France | 1/8 finale |           |           |           |           |           |           |           |
| 1961-1962 | SO Avignon   | Championnat de France | 9e          | Coupe de France | 1/4 finale |           |           |           |           |           |           |           |
| 1962-1963 | SO Avignon   | Championnat de France | Barrage     | Coupe de France | 1/2 finale |           |           |           |           |           |           |           |
| 1963-1964 | SO Avignon   | Championnat de France | 14e         | Coupe de France | 1/8 finale |           |           |           |           |           |           |           |
| 1964-1965 | SO Avignon   | Championnat de France | 11e         | Coupe de France | 1/8 finale |           |           |           |           |           |           |           |
| 1965-1966 | SO Avignon   | Championnat de France | 14e         | Coupe de France | 1/8 finale |           | 1         | -         | -         | -         | -         |           |
| 1966-1967 | SO Avignon   | Championnat de France | 14e         | Coupe de France | 1/8 finale |           |           |           |           |           |           |           |
| 1967-1968 | SU Cavaillon | Championnat de France | Barrage     | Coupe de France | 1/8 finale | CM        | 1         | -         | -         | -         | -         |           |
| 1968-1969 | SU Cavaillon | Championnat de France | 1/2 finale  | Coupe de France | 1/8 finale |           | 1         | -         | -         | -         | -         |           |
| 1969-1970 | SU Cavaillon | Championnat de France | Barrage     | Coupe de France | 1/8 finale |           |           |           |           |           |           |           |
| 1970-1971 | SU Cavaillon | Championnat de France | 8e          | Coupe de France |            |           |           |           |           |           |           |           |
| 1971-1972 | SU Cavaillon | Championnat de France | 1/4 finale  | Coupe de France | 1/2 finale |           |           |           |           |           |           |           |
| 1972-1973 | SU Cavaillon | Championnat de France | Barrage     | Coupe de France | 1/8 finale | CM        | 2         | 1         | -         | -         | 1         |           |
| 1973-1974 | SU Cavaillon | Championnat de France | 1/4 finale  | Coupe de France | 1/8 finale |           | 1         | -         | -         | -         | -         |           |

### En tant qu'entraîneur
- Collectif :
  - Vainqueur du Championnat de France : 1986 et 1988 (Le Pontet).
  - Vainqueur de la Coupe de France : 1986 et 1988 (Le Pontet).
  - Finaliste du Championnat de France : 1985 et 1989 (Le Pontet).
  - Finaliste de la Coupe de France : 1989 (Le Pontet).